# Seif Eissa
Seif Eissa (arab. ‏سيف عيسى‎) (ur. 15 czerwca 1998 w Kairze) – egipski zawodnik taekwondo, olimpijczyk z Tokio.

## Życiorys
Urodził się 15 czerwca 1998 roku w Kairze.
W 2021 roku jako członek reprezentacji Egiptu wziął udział w Letnich Igrzyskach Olimpijskich 2020, w których w kategorii wagowej do 80 kg zdobył brązowy medal, przegrywając jedynie z Maksimem Chramcowem.
W 2022 i 2023 roku zdobył brązowe medale Mistrzostw Świata w Taekwondo. Kilkukrotnie stawał na podium mistrzostw Afryki.